# Богуше-Старе
Богуше-Старе (пол. Bogusze Stare) — село в Польщі, у гміні Городиськ Сім'ятицького повіту Підляського воєводства.
Населення — 107 осіб (2011).
У 1975-1998 роках село належало до Білостоцького воєводства.

## Демографія
Демографічна структура станом на 31 березня 2011 року:
|          | Загалом | Допрацездатний вік | Працездатний вік | Постпрацездатний вік |
| -------- | ------- | ------------------ | ---------------- | -------------------- |
| Чоловіки | 61      | 22                 | 26               | 13                   |
| Жінки    | 46      | 13                 | 22               | 11                   |
| Разом    | 107     | 35                 | 48               | 24                   |